# 奧拉瓦 (愛沙尼亞)

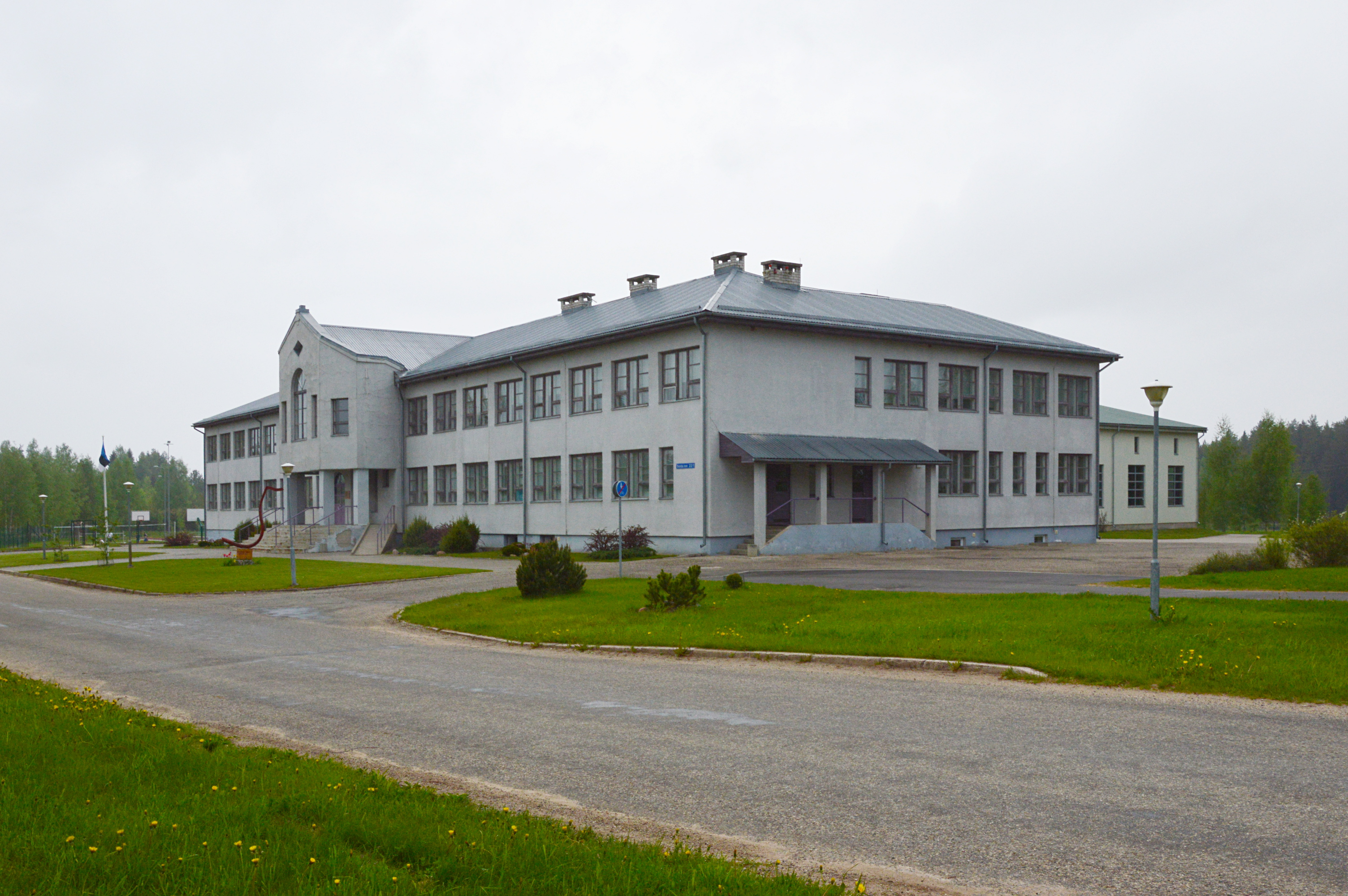
奥拉瓦学校

奧拉瓦，是愛沙尼亞沃魯縣沃魯市鎮内的村庄，位於該國東南部，曾是原奧拉瓦市镇的行政中心，處於首都塔林東南面230公里，海拔高度66米，2010年該村庄人口300。
2017年爱沙尼亚行政改革后，奥拉瓦市镇并入沃鲁县的沃鲁市镇，从而隶属于沃鲁县。
57°53′15″N 27°27′30″E / 57.88750°N 27.45833°E